# هنری ربوود
هنری ربوود (انگلیسی: Henri Rabaud; ۱۰ نوامبر ۱۸۷۳ – ۱۱ سپتامبر ۱۹۴۹) آهنگساز، و رهبر (موسیقی) اهل فرانسه بود.
وی همچنین برندهٔ جوایزی همچون لژیون دونور (فرمانده) و جایزه بزرگ رم شده‌است.